# Marschen till Washington för arbete och frihet

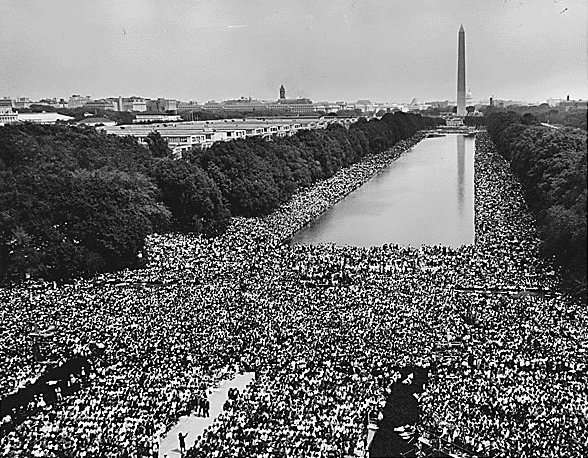
Folkmassan framför Lincolnmonumentet.

Marschen till Washington för arbete och frihet (engelska: March on Washington for Jobs and Freedom) var en demonstration som ägde rum i Washington, D.C. den 28 augusti 1963. Martin Luther King höll sitt berömda tal I Have a Dream, mot rasdiskriminering och segregation, framför Lincolnmonumentet vid detta tillfälle, som anses vara ett av den amerikanska medborgarrättsrörelsen mest betydelsefulla ögonblick. Demonstrationen samlade mer än 200 000 deltagare.